# Lillsjön (Roslags-Kulla socken, Uppland)
Lillsjön är en insjö nära Roslags-Kulla i Österåkers kommun i Uppland och ingår i Norrtäljeån-Åkerströms kustområde. I Österåkers kommun finns det tre insjöar som heter Lillsjön. Den ena av de två insjöarna; Lillsjön utgör ett sjöpar med Storsjön och ligger cirka sex kilometer väster ut. Cirka fyra kilometer i sydvästlig riktning från insjön finns den andra Lillsjön.  